# واردر (آلمان)
واردر (به آلمانی: Warder) یک شهر در آلمان است که در رندسبورگ-اکرنفورده واقع شده‌است.
 واردر  ۶۲۱ نفر جمعیت دارد.